# Observatori Gemini
L'Observatori Gemini és un observatori astronòmic estatunidenc. Consta de dos telescopis de 8,1 metres als sengles hemisferis de la Terra, a diferents llocs de Hawaii i Xile; són operatius científicament des del 2003 i són actualment entre els més grossos i avançats telescopis òptics i infraroig.
Els telescopis Gemini foren construïts i són operats per un consorci internacional format pels Estats Units, Canadà, Regne Unit, Brasil, França, Argentina i Xile, com a país hoste. És administrat per l'Association of Universities for Research in Astronomy (AURA). El Regne Unit deixà durant alguns mesos el projecte el 2007 per a reincorporar-se uns mesos després, recentment, però, ha anunciat el desig d'abandonar el projecte el 2012.

## Telescopis

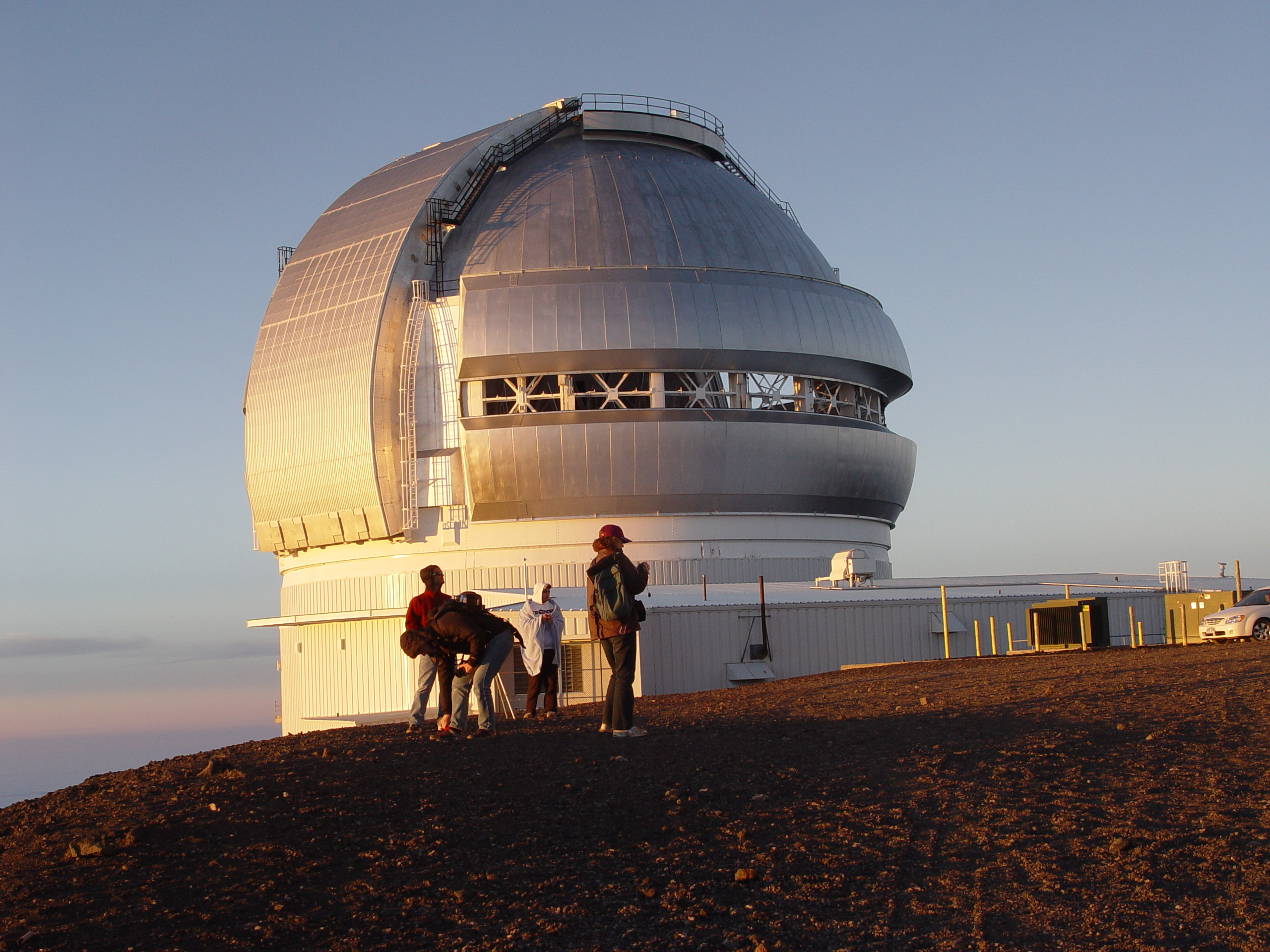
Gemini Nord al vespre. En el moment en què està obert i igualant la temperatura amb l'aire exterior.

Aquests telescopis bessons, en conjunt, cobreixen la totalitat del cel d'ambdós hemisferis durant tot l'any. S'hi obtenen imatges d'alta qualitat a causa de les excel·lents condicions atmosfèriques dels llocs en què estan ubicats.
Gemini Nord, també anomenat Telescopi Gemini Frederic C. Gillet, se situa en el volcà inactiu Mauna Kea a 4.800 msnm en Fil, Hawaii, al costat d'altres dotze telescopis entre els quals hi ha el telescopi Subaru i CFHT, i l'Observatori W. M. Keck. Aquesta situació privilegiada ofereix unes condicions atmosfèriques magnífiques (estable, sec i poques vegades ennuvolat).
Gemini Sud és Cerro Pachón a 2.700 msnm, específicament a 80 km de la Serena, Xile, aire molt sec i menyspreables capes de núvols fan d'aquest lloc un altre lloc principal per telescopis on comparteix recursos amb l'adjacent Observatori SOAR i l'Observatori de Cerro Tololo (CTIO) situat al Cerro Tololo. Qualsevol astrònom pertanyent a les nacions que integren la cooperació internacional hi pot postular un percentatge del temps d'observació en proporció a l'aportació financera de cada país.
Junts, els dos telescopis cobreixen gairebé tot el cel a excepció de dues petites regions prop dels pols: Gemini Nord no pot apuntar al nord de 79 graus de declinació; Gemini Sud no pot apuntar al sud de la declinació - 89 graus.
Ambdós telescopis tenen tecnologia punta per ser utilitzada en l'àmbit de l'estudi òptic, amb instruments com el GMOS i BHROS. Quant a l'infraroig proper i mig, el recobriment d'argent del mirall primari i secundari dels dos telescopis permet un desenvolupament sense precedents, ja que la reflectivitat en l'infraroig és més grossa que les obtingudes per l'alumini. A més, aquest redueix l'emissivitat tèrmica del telescopi, augmentant la sensibilitat dels instruments utilitzats per observar l'infraroig mitjà, la qual cosa permet estudiar la formació planetària i estel·lar.
En incorporar noves tecnologies, com el sistema guia d'estrella làser, el sistema d'òptica adaptativa o multiconjugada així com els diversos espectròmetres, els astrònoms membres d'aquesta cooperació internacional es troben permanentment en l'avantguarda, amb accés a les últimes eines dissenyades per explorar l'univers.

## LSST
El Cerro Pachón també ha estat seleccionat per la instal·lació del Gran Telescopi per a Rastreigs Sinòptics, conegut per la sigla en anglès com LSST (Large Synoptic Survey Telescope). El LSST és un telescopi de 8,4 metres capaç d'examinar la totalitat del cel visible. La decisió d'ubicar el LSST] a Cerro Pachón és el resultat de dos anys de proves i anàlisis, comparant diferents països com Xile, Mèxic i les Illes Canàries. A juny de 2021, la construcció encara continua.